# Pheidole metana
Pheidole metana is een mierensoort uit de onderfamilie van de Myrmicinae. De wetenschappelijke naam van de soort is voor het eerst geldig gepubliceerd in 2003 door E.O. Wilson. De soort is genoemd naar het departement Meta in Colombia waar zich de typelocatie bevindt.